# Mabel Scott
Mabel Scott (* 30. April 1915 in Richmond (Virginia); † 19. Juli 2000 in Los Angeles) war eine US-amerikanische Gospel-, Jazz- und Rhythm-and-Blues-Sängerin.

## Leben
Scott lebte zunächst in New York City, wo sie mit Auftritten in Kirchen und schließlich durch eine Frauen-Gospel-Formation, The Song Cycles bekannt wurde. Um 1932 sang sie im Cotton Club in Cab Calloways Orchester und mit den tanzenden Nicholas Brothers. 1936 zog sie nach Cleveland, Ohio. Mit dem Pianisten Bob Mosley ging sie dann auf Gastspielreise nach Europa. In England nahm sie bei Parlophone auf. Mit Beginn des Zweiten Weltkriegs musste sie ihre Tourneen durch Europa beenden, kehrte in die Vereinigten Staaten zurück und ließ sich in Los Angeles nieder, wo sie mit Musikern der West Coast Jazz und R&B-Szene an der Central Avenue arbeitete, zunächst in der Band von Jack McVea.
Nach einem kurzen Gastspiel im Orchester von Jimmie Lunceford trat Scott 1943 regelmäßig im Club Alabam auf, begleitet von Wynonie Harris und Johnny Otis. Sie sang auch in einer von Lorenzo Flennoy geleiteten Gruppe und nahm für die Label Hub und Excelsior auf.
1948 war sie mit den Songs Elevator Boogie und Boogie Woogie Santa Claus in den Billboard-R&B-Charts erfolgreich. Von 1949 bis 1951 war sie mit dem Pianisten des „Elevator Boogie“, Charles Brown verheiratet. Weitere erfolgreiche Songs dieser Zeit waren That Ain’t the Way to Love und Right Around the Corner.
1950 ging sie mit Bull Moose Jackson auf Tournee und hatte ein längeres Engagement im New Yorker Café Society, wo sie von Teddy Wilson und seinem Trio begleitet wurde. 1952 trat sie in Los Angeles mit Pee Wee Crayton auf. Anfang der 1950er Jahre nahm sie für die Label King, Coral mit Tyree Glenn, Eddie Barefield und Budd Johnson, für Brunswick und – vom King Kolax Orchestra begleitet – für Parrot Records auf. Ihre letzten Aufnahmen entstanden 1956 für Festival Records im Rahmen einer Australien-Tour mit der Band von Les Welch.
Frustriert vom nachlassenden Erfolg und einer unglücklich verlaufenden zweiten Ehe zog sich Mabel Scott Ende der 1950er Jahre auf dem Musikgeschäft zurück, besann sich auf ihre Ursprünge in der Gospelmusik und sang für den Rest ihres Lebens nur noch in Kirchen. 1995 wurde sie mit dem Pioneer Award der  Rhythm and Blues Foundation geehrt.

## Diskografische Hinweise
- The Chronological Mabel Scott 1938–1950 (Classics)
- The Chronological Mabel Scott 1951–1955 (Classics)